# NGC 524
NGC 524 é uma galáxia espiral (S0-a) localizada na direcção da constelação de Pisces. Possui uma declinação de +09° 32' 19" e uma ascensão recta de 1 horas, 24 minutos e 47,8 segundos.
A galáxia NGC 524 foi descoberta em 4 de Setembro de 1786 por William Herschel.